# 康公 (秦)
康公（こうこう）は中国春秋時代の秦の第10代公。穆公の子。共公の父。

## 生涯
父の穆公は英邁で知られ、名臣百里奚の補佐を得て周辺の小国を次々と服属させ、西の果てに位置する未開の小国に過ぎなかった秦を大国晋にも匹敵する一大強国へと育て上げた。しかし、穆公が死ぬと後を追うように200名近くの重臣たちが次々と殉死した。これにより秦の国力は大きく衰え、再び隆盛を得るのにしばしの時を必要とした。後に始皇帝はこのときの停滞を教訓として、殉死を防ぐ目的で兵馬俑を造らせたと言われている。
康公元年（紀元前620年）、晋の襄公が死去すると後継者争いが起こり、当時秦にいた公子雍が新たな晋公に即位すると決まったところを、宰相の趙盾が約束を破って夷皋を立てた（霊公）。このため、公子雍を迎えるための使者であった晋の先蔑と士会は怒って秦に亡命した。当時、士会は無名の大夫であったが軍旅の才を見せ、康公へ献言して晋の領土を次々と攻略した。これに悩んだ趙盾は郤缺に相談して謀略を用い、士会を晋に取り戻したほどである。このとき、士会の一族の一部が秦に留まり劉氏を名乗るようになった。漢の高祖劉邦はこの一族の末裔であると名乗ったという。
康公12年（紀元前609年）、在位12年で没した。こののち秦は早世する君主が続き、そのことも秦がなかなか興隆できず中原の覇権をかけた戦いに参与できない要因となった。